# Земская почта Глазовского уезда
Зе́мская по́чта Гла́зовского уе́зда — земская почта, организованная земской управой Глазовского уезда Вятской губернии. Существовала с 1867 года. В уезде выпускались собственные земские марки.

## История почты
Глазовская уездная земская почта была открыта в декабре 1867 года. Почтовые отправления доставлялись из уездного центра (города Глазова) в уезд по трём трактам один раз в неделю. Пересылка как служебных, так и частных почтовых отправлений была бесплатной.
С апреля 1869 года в уезде была введена оплата пересылки частных почтовых отправлений земскими почтовыми марками, которые использовались до сентября 1870 года.
В период с октября 1870 года по 31 декабря 1887 года только доставка денежных писем оплачивалась наличными деньгами.
С 01 января 1888 года вновь была введена оплата пересылки всех частных почтовых отправлений земскими почтовыми марками.

## Выпуски марок
Введённые в 1869 году земские почтовые марки имели номинал 3 копейки и надпись «Почтовая марка Глазовской земск. управы. 3 копейки» и были беззубцовыми.
С 1898 года на глазовских земских почтовых марках появилось изображение губернского и уездного гербов..

## Гашение марок
Гашение марок осуществлялось чернилами (перечёркиванием), а также круглыми, овальными и прямоугольными штемпелями.